# Groniki (Gorce)
Groniki (1027 m) – szczyt w głównym grzbiecie Gorców, który biegnie od Turbacza do Przełęczy Sieniawskiej. Grzbietem tym biegnie dział wodny między Rabą a Dunajcem oraz znakowany szlak turystyki pieszej i rowerowej. Południowy stok Groników opada do doliny potoku Obidowiec w miejscowości Obidowa, północny do dolinki Potoku Snozy.
Groniki są całkowicie porośnięte lasem. Niewielka polana znajduje się po ich zachodniej stronie na grzbiecie między Gronikami a Starymi Wierchami. Dawniej na szczycie Groników stała drewniana wieża pomiarowa. Były one znacznie bardziej bezleśne, niż obecnie. Na ich grzbiecie i stokach były polany, które już w czasach J. Nyki zarastały borówczyskami. W lipcu zbierali je mieszkańcy wsi Obidowa i Poręba Wielka za pomocą specjalnych „rafek”. Jedna osoba zbierała w ciągu dnia około 30 l borówek. Polany z borówkami zarosły już lasem.
Przez Groniki biegnie granica między powiatem limanowskim i powiatem nowotarskim. Stoki południowe należą do wsi Obidowa w powiecie nowotarskim i znajdują się poza granicami Gorczańskiego Parku Narodowego, stoki północne znajdują się na obszarze tego parku, w granicach wsi Poręba Wielka.

## Szlaki turystyczne
Przez Groniki prowadzi Główny Szlak Beskidzki i ścieżka edukacyjna.
 odcinek: Rabka-Zdrój – Tatarów – Maciejowa – Przysłop – Bardo – Jaworzyna Ponicka – Pośrednie – Schronisko PTTK na Starych Wierchach – Groniki – Pudziska – Obidowiec – Rozdziele – Turbacz. Odległość 16,7 km, suma podejść 970 m, suma zejść 220 m, czas przejścia 5 godz. 35 min, z powrotem 4 godz. 50 min.
 ścieżka edukacyjna „Wokół doliny Poręby”, odcinek: Stare Wierchy – Droga Kopana – polana Suchora.